# Kett Turton
Birkett Kelly Turton (Portland, 4 aprile 1982) è un attore statunitense naturalizzato canadese.

## Filmografia

### Cinema
- Rollercoaster, regia di Scott Smith (1999)
- Ricky 6, regia di Peter Filardi (2000)
- Gypsy 83, regia di Todd Stephens (2001)
- The Water Game, regia di John Bolton (2002)
- Heart of America, regia di Uwe Boll (2002)
- Coming Down the Mountain, regia di James Ponsoldt - cortometraggio (2003)
- Angeli caduti (Falling Angels), regia di Scott Smith (2003)
- Saved! Il paradiso ci aiuta (Saved!), regia di Brian Dannelly (2004)
- A testa alta (Walking Tall), regia di Kevin Bray (2004)
- My Old Man, regia di Alex Levine - cortometraggio (2003)
- Show Me, regia di Cassandra Nicolaou (2004)
- Blade: Trinity, regia di David S. Goyer (2004)
- A Simple Curve, regia di Aubrey Nealon (2005)
- Firewall - Accesso negato (Firewall), regia di Richard Loncraine (2006)
- La furia dei titani (Wrath of the Titans), regia di Jonathan Liebesman (2012)
- Hilar, regia di Katie Burnett - cortometraggio (2012)
- Cinemanovels, regia di Terry Miles (2013)
- Eadweard, regia di Kyle Rideout (2015)
- Wiener-Dog, regia di Todd Solondz (2016)
- Curmudgeons, regia di Danny DeVito - cortometraggio (2016)
- Our Time, regia di Marc Lucas (2016)
- Cut Shoot Kill, regia di Michael Walker (2017)
- O.I., regia di N'Cee Van Heerden - cortometraggio (2018)
- 20 Minutes to Life, regia di Veronika Kurz - cortometraggio (2018)
- Corporate Monster, regia di Ruairi Robinson - cortometraggio (2019)

### Televisione
- Millennium – serie TV, 2 episodi (1997-1998)
- Dead Man's Gun – serie TV, 1 episodio (1998)
- X-Files (The X-Files) – serie TV, 1 episodio (1998)
- Beauty, regia di Jerry London – film TV (1998)
- Le avventure di Shirley Holmes (The Adventures of Shirley Holmes) – serie TV, 2 episodi (1998)
- Da Vinci's Inquest – serie TV, 1 episodio (1998)
- The Net – serie TV, 1 episodio (1999)
- Tesoro, mi si sono ristretti i ragazzi (Honey, I Shrunk the Kids: The TV Show) – serie TV, 1 episodio (1999)
- Our Guys: Outrage at Glen Ridge, regia di Guy Ferland – film TV (1999)
- Disneyland (The Wonderful World of Disney) – serie TV, 1 episodio (1999)
- First Wave – serie TV, 1 episodio (1999)
- Cold Squad - Squadra casi archiviati (Cold Squad) – serie TV, 1 episodio (2000)
- So Weird - Storie incredibili (So Weird) – serie TV, 1 episodio (2000)
- Secret Cutting, regia di Norma Bailey – film TV (2000)
- Horizon  (Higher Ground) – serie TV, 3 episodi (2000)
- L'ultimo verdetto (Deadlocked), regia di Michael W. Watkins – film TV (2000)
- Strane frequenze (Strange Frequency), regia di Mary Lambert e Bryan Spicer – film TV (2001)
- SK8 – serie TV, 1 episodio (2001)
- Mentors – serie TV, 1 episodio (2001)
- Strange Frequency – serie TV, 1 episodio (2001)
- Dead Last – serie TV, 13 episodi (2001)
- Smallville – serie TV, 1 episodio (2002)
- Dark Angel – serie TV, 1 episodio (2002)
- The Dead Zone – serie TV, 1 episodio (2002)
- Dead Like Me – serie TV, 1 episodio (2003)
- 24 – serie TV, 2 episodi (2003)
- Kingdom Hospital – serie TV, 13 episodi (2004)
- The Five People You Meet in Heaven, regia di Lloyd Kramer – film TV (2004)
- Ladies Night, regia di Norma Bailey – film TV (2005)
- Godiva's – serie TV, 1 episodio (2005)
- The Collector – serie TV, 1 episodio (2006)
- Saved – serie TV, 1 episodio (2006)
- The Secret of Hidden Lake, regia di Penelope Buitenhuis – film TV (2006)
- Fairly Legal – serie TV, 1 episodio (2012)
- Primeval: New World – serie TV, 1 episodio (2012)
- Fringe – serie TV, 1 episodio (2012)
- King & Maxwell – serie TV, 1 episodio (2013)
- Cyber Attack – miniserie TV, 2 episodi (2013)
- The 100 – serie TV, 1 episodio (2014)
- Gotham – serie TV, 1 episodio (2014)
- Forever – serie TV, 1 episodio (2014)
- Blue Bloods – serie TV, 1 episodio (2015)
- Deadbeat – serie TV, 1 episodio (2015)
- The Flash – serie TV, 1 episodio (2015)
- Jessica Jones – serie TV, 1 episodio (2015)
- Motive – serie TV, 1 episodio (2016)
- Supernatural – serie TV, 2 episodi (2005-2017)
- The Magicians – serie TV, 1 episodio (2018)
- You Me Her – serie TV, 1 episodio (2018)
- iZombie – serie TV, 9 episodi (2017-2019)
- Riverdale – serie TV, 3 episodi (2020-2021)
- Nancy Drew – serie TV, 2 episodi (2021)
- The Good Doctor – serie TV, 1 episodio (2021)
- Avvocati di famiglia (Family Law) – serie TV, 12 episodi (2021-2024)
- La terra sull'abisso (Earth Abides), regia di Bronwen Hughes, Rachel Leiterman e Stephen Campanelli – miniserie TV, 4 puntate (2024)

## Riconoscimenti
- 2001 – L.A. Outfest
  - Gran Premio della Giuria per il miglior attore in un lungometraggio per Gypsy 83 (vinto ex aequo con Paul Dano per L.I.E.)

- 2001 – Phoenix Film Festival
  - Best Ensemble per Rollercoaster (vinto con Brendan Fletcher, Crystal Bublé, Brent Glenen, Sean Amsing e David Lovgren)

- 2006 – Leo Awards
  - Nomination Miglior attore non protagonista in un lungometraggio drammatico per A Simple Curve